# Aproximante labiodental surda
A aproximante labiodental surda é uma realização típica de /f/ na variedade do inglês sul-africano. É a forma surda de /ʋ/.

## Características
- Seu modo de articulação é aproximante, o que significa que é produzida pelo estreitamento do trato vocal no local da articulação, mas não o suficiente para produzir uma corrente de ar turbulenta.
- Seu ponto de articulação é labiodental, ou seja, está articulado com o lábio inferior e os dentes superiores. Sua fonação é surda, o que significa que é produzida sem vibrações das cordas vocais.
- É uma consoante oral, o que significa que o ar só pode escapar pela boca.
- Como o som não é produzido com fluxo de ar sobre a língua, a dicotomia central-lateral não se aplica.
- O mecanismo da corrente de ar é pulmonar, o que significa que é articulado empurrando o ar apenas com os pulmões e o diafragma, como na maioria dos sons.

## Ocorrências
| Línguas | Línguas      | Palavra | AFI   | Tradução | Notas                                              |
| ------- | ------------ | ------- | ----- | -------- | -------------------------------------------------- |
| Inglês  | Sul-africano | fair    | [ʋ̥eː] | 'Justo'  | Corresponde a um fricativo [f] em outros sotaques. |